# Grzybówka szpilkowa

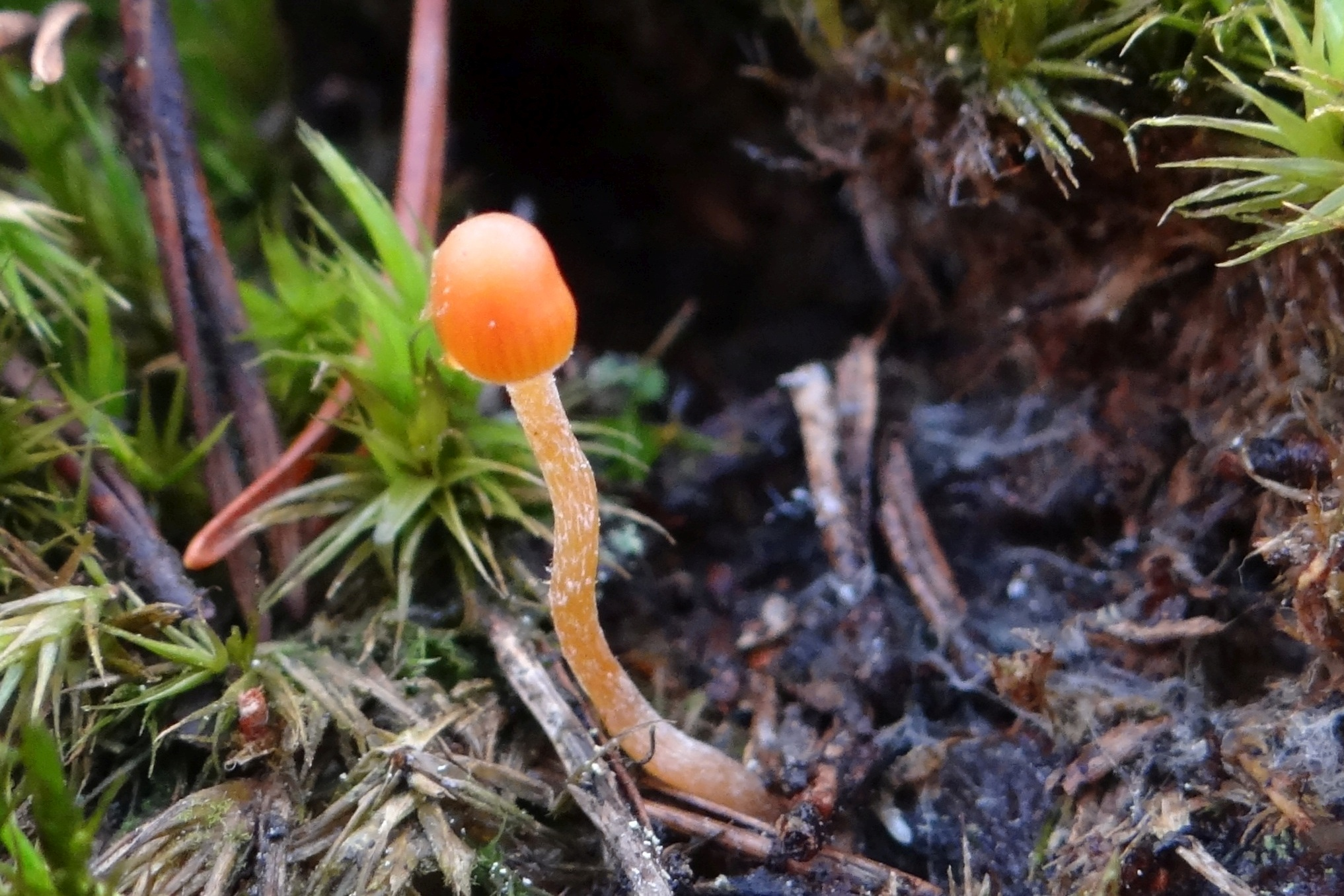

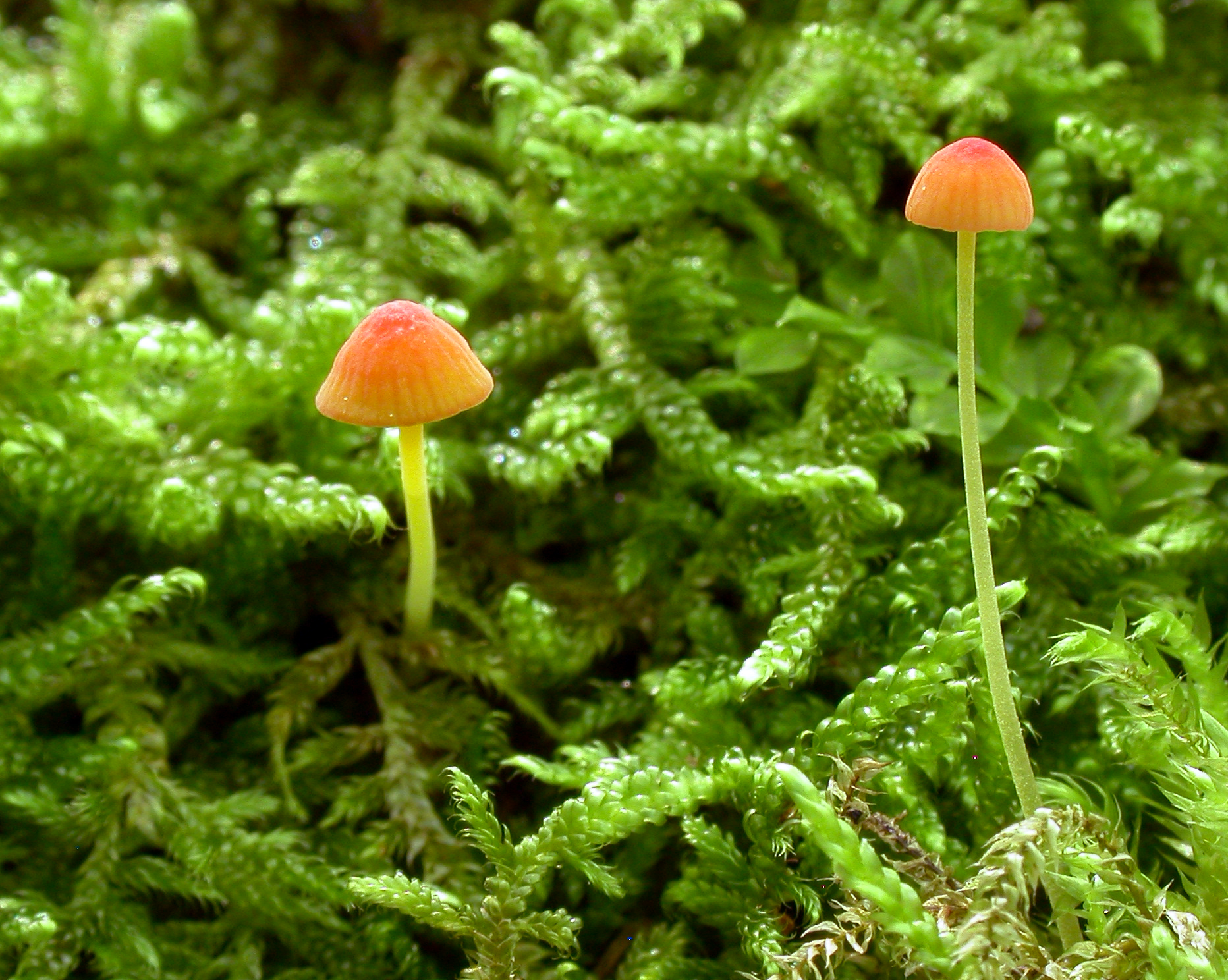

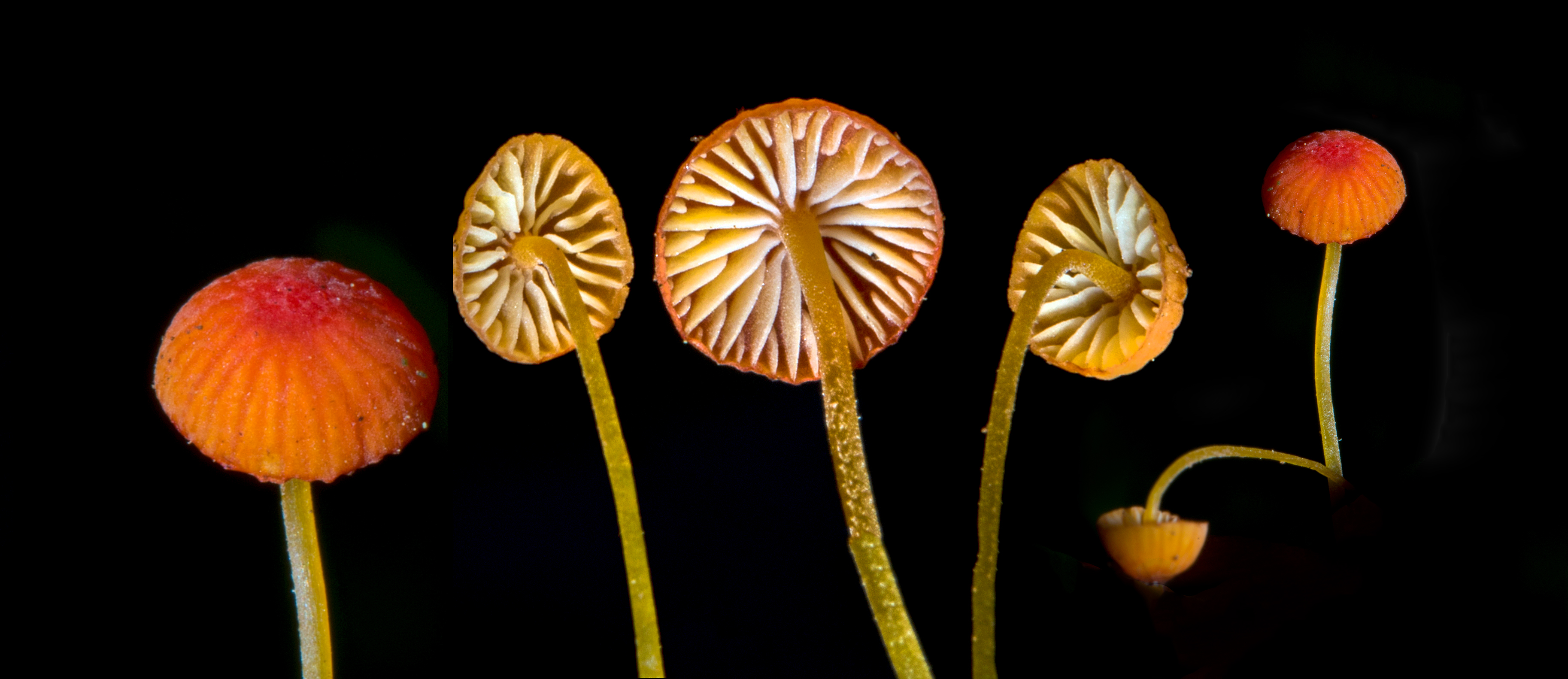

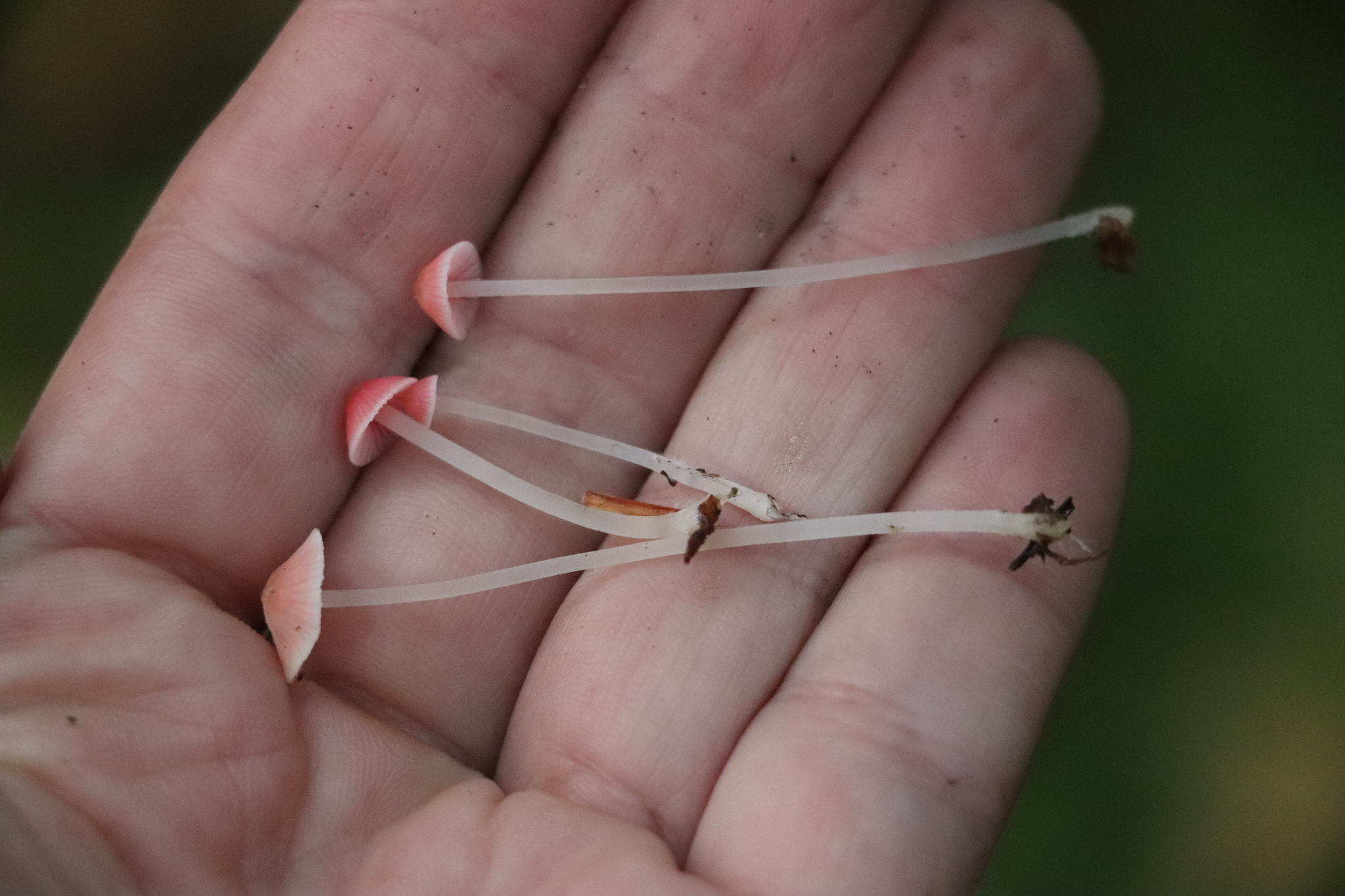

Grzybówka szpilkowa (Mycena acicula (Schaeff.) P. Kumm.) – gatunek grzybów z rodziny grzybówkowatych (Mycenaceae).

## Systematyka i nazewnictwo
Pozycja w klasyfikacji według Index Fungorum: Mycena, Mycenaceae, Agaricales, Agaricomycetidae, Agaricomycetes, Agaricomycotina, Basidiomycota, Fungi.
Po raz pierwszy takson ten opisał w 1774 r. Jacob Christian von Schaeffer, nadając mu nazwę Agaricus aciculus. Obecną, uznaną przez Index Fungorum nazwę nadał mu Paul Kummer w 1871 r.
Synonimy:
- Agaricus acicula Schaeff. 1774
- Agaricus miniatus Batsch 1783
- Hemimycena acicula (Schaeff.) Singer
- Marasmiellus acicula (Schaeff.) Singer 1951
- Mycena acicula var. longispora Dennis 1952
- Trogia acicula (Schaeff.) Corner 1966

Nazwę polską podała Maria Lisiewska w 1987 r.

## Morfologia
Kapelusz
Średnicy 3–9 mm, kształt młodych owocników dzwonkowaty, wypukły lub półkulisty, z mało wyraźnym garbkiem i brzegiem początkowo przylegającym do trzonu. W miarę dojrzewania częściowo rozprostowuje się. Brzeg przeświecający, promieniście prążkowany. Powierzchnia początkowo oprószona, potem naga, u młodych owocników czerwona, potem blaknie i u dojrzałych owocników tylko na środku jest jaskrawo pomarańczowo-żółta, przy brzegu staje się żółtawa.
Blaszki
Przyrośnięte. Blaszki w liczbie 10–14 dochodzących do trzonu lub kończących się tuż przed trzonem. Oprócz nich występują 2-3 stopniowe międzyblaszki nie dochodzące do trzonu. Blaszki umiarkowanie szerokie, bladopomarańczowe do białawych, często żółtawe u podstawy i białawe na krawędziach.
Trzon
Wysokość 1 do 6 cm, grubość do 1 mm. Jest giętki, z podstawą pokrytą ostrymi, prostymi i sztywnymi białymi włosami. Powierzchnia jest początkowo gęsto biało-oprószona, ale wkrótce staje się naga, a następnie zmienia kolor na pomarańczowo-żółty lub cytrynowożółty.
Miąższ
Bardzo cienki, przezroczysty, kremowy, bez woni i smaku.
Cechy mikroskopowe
Zarodniki są w przybliżeniu wrzecionowate, czyli zwężające się na każdym końcu, mają wymiary 9–11 × 3,5–4,5 µm i są nieamyloidalne. Podstawki czterozarodnikowe o wymiarach 20–22 × 5–6 µm. Cheilocystydy i pleurocystydy podobne, mają kształt pałkowaty, wrzecionowaty lub jajowaty, a ich wierzchołki są często pokryte żywiczną wydzieliną. Strzępki tworzące skórkę kapelusza mają do 3,5 µm szerokości, sprzążki i pokryte są cylindrycznymi wypukłościami o wymiarach 2–9 na 1–3 µm. Strzępki skórki trzonu mają do 4,5 µm szerokości, sprzążki i są gęsto pokryte prostymi lub nieco rozgałęzionymi, cylindrycznymi lub nabrzmiałymi naroślami o wymiarach do 20 × 5 µm. Te ostatnie wykwity są osadzone w galaretowatej substancji.
Gatunki podobne
Najbardziej podobna jest grzybówka pomarańczowoblaszkowa (Mycena oregonensis), ale jej kapelusz jest bardziej żółty niż pomarańczowy, blaszki są szeroko przylegające lub zbiegające z krótkim ząbkiem, ostrze blaszek jest pomarańczowedo jasnożółtego, a trzon jest suchy, nie lepki. Strzępki skórki kapelusza są gładkie i nie osadzone w galaretowatej materii, a w kolekcjach europejskich podstawki są dwuzarodnikowe i nie mają sprzążek. Podobna jest Atheniella adonis, ale jest większa. Grzybówka szpilkowa może też być pomylona z drobnymi wodnichami (Hygrophorus).

## Występowanie i siedlisko
Występuje na całej półkuli północnej oraz na Nowej Zelandii. Władysław Wojewoda w zestawieniu grzybów wielkoowocnikowych Polski w 2003 r. przytacza liczne stanowiska z uwagą, że prawdopodobnie jest częsty i nie jest zagrożony.
Saprotrof. Owocniki rosną pojedynczo lub w grupach w miejscach wilgotnych, zwłaszcza wzdłuż strumieni lub na granicach bagien. Opady atmosferyczne nie wpływają znacząco na wygląd owocników, być może dlatego, że rosnąc na terenach wilgotnych wśród gęstej roślinności mają stale wilgotne środowisko. Rozwija się na gnijących szczątkach roślinnych, gałązkach, korze, wśród mchów.